# Квантування Дірака
Квантування Дірака (англ. Dirac Quantization) в системі СГС має вигляд:
{\displaystyle {\frac {eg}{2\pi \hbar c}}=n=integer},
де {\displaystyle e-} заряд електрона, {\displaystyle g-} елементарний магнітний заряд, {\displaystyle \hbar -} приведена стала Планка та {\displaystyle c-} швидкість світла у вакуумі.

## Виведення умови квантування Дірака для магнітного монополя
Поле, створене магнітним монополем, може бути описано векторним-потенціалом {\displaystyle A_{\mu }}. Якщо допустити існування стрибка {\displaystyle \mathbf {A_{\mu }} } на деякій (довільній) поверхні {\displaystyle S}, яка перетинає магнітний монополь і ділить простір на дві зв'язні частини.
Тоді напруженість поля неперервна на поверхні {\displaystyle S} всюди, крім точки розташування магнітного монополя, а сама поверхня може бути довільним чином деформована за допомогою калібрувальних перетворень. Циркуляція стрибка {\displaystyle \mathbf {A} } на будь-якому контурі, що лежить на {\displaystyle S} і захвачує магнітний монополь, рівна магнітному потоку, який витікає з магнітного монополя, тобто є рівна (згідно з теоремою Гауса) заряду {\displaystyle g}. Контурний інтеграл від 4-вектора {\displaystyle \mathbf {A} } дає вклад в фазу {\displaystyle \phi } хвильової функції електрично зарядженої частки, і стрибок {\displaystyle \phi }, який відповідає стрибку {\displaystyle \mathbf {A_{\mu }} } на поверхні {\displaystyle S}, рівний {\displaystyle \Delta \phi =eg/\hbar c}. При виконанні умови Дірака
{\displaystyle \Delta \phi ={\frac {eg}{\hbar c}}=2\pi n},
хвильова функція є неперервною у всьому просторі. До того ж стрибок {\displaystyle \mathbf {A_{\mu }} } не дає вкладу в напруженість магнітного поля, яка визначається законом Кулона, і тому поверхня {\displaystyle S} є неспостережна. Як цю поверхню можна вибрати конус, що прямує до нескінченності, на вершині якого і знаходиться магнітний монополь, а кут при вершині є досить малим («струна», плі «нитка», Дірака).
Можна показати (Тамм, 1931), що ефект магнітного монополя зводиться до заміни {\displaystyle l(l+1)} на {\displaystyle l(l+1)-1/4n^{2}} (n — ціле число в умові Дірака) у відцентровому потенціалі радіального рівняння Шредінгера, при цьому орбіт, (кутовий момент) {\displaystyle l} може приймати значення:
{\displaystyle l_{n}={\frac {1}{2}}|n|;{\frac {1}{2}}|n|+1;{\frac {1}{2}}|n|+2;...}.
{\displaystyle l_{1}=1/2;3/2;5/2;...} при {\displaystyle n=1}
{\displaystyle l_{2}=1;2;3;...} при {\displaystyle n=2}
{\displaystyle l_{3}=3/2;5/2;7/2;...} при {\displaystyle n=3}
{\displaystyle l_{4}=2;3;4;...} при {\displaystyle n=4}.
Виглядає досить дивним, проте ці дробові числа збігаються з т.з. числами заповнення рівнів Ландау в квантовому ефекті Хола, котрий на перший погляд не має ніякого відношення до монополів Дірака (сучасна теорія КЕХ враховує тільки квантування магнітного поля, а електричне поле просто ігнорується).
Слід відзначити, що при непарному n, система з двох безспінових часток завдяки ненульовій дивергенції магнітного поля має напівцілий кутовий момент. Таким чином, з двох бозонів із ненульовими повними електричним та магнітним зарядами створюється діон, який підкоряється статистиці Фермі — Дірака. Аналогічним чином, зв'язаний стан бозона та ферміона може бути бозоном.